# Боровно (озеро, Новгородская область)
Боровно (ранее называлось также Боровым) — озеро (водохранилище) ледникового происхождения, расположенное в Окуловском районе Новгородской области, в северной части Валдайского национального парка. Название связано с широким распространением в этих местах сосновых боров. Площадь водного зеркала — 11,8 км², по другим данным — 10,03 км². Площадь водосбора — 324 км². Объём воды — 42,12 млн м³. Лежит на высоте 159,5 м над уровнем моря.

## Описание
В озеро Боровно впадают реки Клетна, Риска, Котчинка, Гнилуха, Горнешенский и Горский ручьи, а вытекает лишь одна Боровна, через которую сток из Боровно осуществляется сначала в озеро Перетно, затем — в озеро Заозерье и через реку Перетну — во Мсту.
Озеро имеет дугообразную форму, вытянуто в направлении север—юг более чем на 9 км, ширина меняется от 0,5 до 3,5 км. Средняя глубина составляет 10 м, а максимальная достигает 25 м. Цвет воды желтоватый. Береговая линия сильно изрезана и образует множество полуостровов. Дно котлованное, волнистое, песчаное, с содержанием сапропелевых отложений.
На озере насчитывается около 20 островов, наиболее крупные из которых — Еловик (6 га), Павлов (5,2 га) и Осиновик (1,2 га). Самый крупный остров — Монастырский — ещё в XVI веке насыпью был соединён с сушей у деревни Загубье; в 1967 году с противоположного берега возвели ещё одну насыпь, по которой была проложена дорога к деревне Горнешно.
В озере водятся окунь, плотва, щука, ёрш, лещ, ряпушка, голавль, уклея, язь, налим.

## Примечательные здания и сооружения

### Усадьбы «Горы» и «Горнешно»
На западном берегу озера в деревнях Горы и Горнешно расположены одноимённые усадьбы. Построены они были в первой половине XIX века и принадлежали помещику Лонгвинову. После его смерти оба имения по наследству отошли зятю, инженеру путей сообщения Егору Николаевичу Щербакову.
В «Горах» Щербаков основал шторную фабрику, а в соседней деревне Перевоз возвёл двухэтажные каменные дома для крестьян. После смерти Е. Н. Щербакова имение перешло его сыну Сергею Егоровичу, который устроил здесь фабрику по изготовлению деревянной раскрашенной посуды и горшечно-гончарный завод. Впоследствии усадьба была продана помещице Александре Демьяновне Громовой, которая вскоре трагически погибла, случайно опрокинув на себя зажжённую лампу. В конце XIX века владельцем поместья стал герцог Николай Николаевич Лейхтенбергский, при котором имение представляло собой образцовое процветающее хозяйство: на 700 десятинах мелиорированных земель вёлся семипольный севооборот, содержалось обширное птицеводческое хозяйство, в парке было выкопано 6 прудов, устроен искусственный водопад. После революции в усадьбе «Горы» некоторое время работли сельскохозяйственная школа и метеостанция.
Поместье «Горнешно» некоторое до 1861 года принадлежало помещику Клюпфель, позднее — подполковнику Леониду Никитичу Фуфаевскому. Последним до революции владельцем усадьбы стал генерал Николай Петрович Демидов, который развернул здесь активную хозяйственную деятельность: занялся мелиорацией полей, держал лошадей и коров, построил деревенский магазин и молочную ферму. В усадебный комплекс «Горнешно» помимо господского дома входили также флигели, домик садовника, хозяйственные постройки, скотный двор. От главного здания к озеру полукруглыми террасами спускался парк. В северо-западной части был выкопан пруд, в котором плавали лебеди, а местные жители с позволения хозяина ловили рыбу. В настоящее время усадьба находится в полуразрушенном состоянии.
В 1997 году Усадьба А. Д. Громовой (герцога Лейхтенбергского) и Усадьба Н. П. Демидова были признананы памятниками архитектуры регионального значения.

### Дом, в котором жил В. В. Бианки
В местечке Погост близ деревни Боровно, расположенной на восточном берегу озера, с 1947 по 1952 годы проживал детский писатель Виталий Бианки. Здесь им были написаны такие произведения как «Оранжевое горлышко», «Егоркины заботы», «Это было на озере Боровно», «Аришка-трусишка», «В разлив с лодки».
В 1968 году дом, в котором проживал писатель, был отнесён к памятникам истории местного значения. В 1973 году на нём была установлена мемориальная доска, а 9 июня 1984 года, в день памяти писателя, в Окуловской школе состоялись первые Бианковские чтения. С 1986 года чтения проходят ежегодно на берегу озера Боровно, а в 1998 году они начались с открытия памятного камня на месте сгоревшего в 1993 году дома; на литой доске высечены слова Виталия Бианки: «Утверждаю в трезвом уме и памяти: здесь СТРАНА ДИВ. Большим подъемом сил я больше обязан Боровну, чем Кавказу».

### Михайловская церковь
В XVI веке на берегу озера Боровно возник мужской монастырь Архангельская пустынь, при котором существовали две деревянные церкви — летний храм Николая Чудотворца и тёплый храм Михаила Архангела. В 1764 году по указу Екатерины II монастырь был упразднён, однако Михайловская церковь продолжала действовать. Во время пожара её деревянное здание сгорело, и в 1812 году была выстроена каменная церковь в стиле русского классицизма, которая существует и поныне.

### Боровновская ГЭС
В конце 1920-х годов к востоку от озера Боровно в районе озёр Островёнок, Белое и, позже получившего своё название озера Разлив была построена одна из первых в Советской России сельских электростанций. Проработавшей до середины 1980-х годов ГЭС в 1997 году был присвоен статус памятника истории регионального значения.

### Неолитические стоянки
В 1967—1968 годах на крупнейшем острове озера — Еловике — сотрудниками Новгородского музея-заповедника были обнаружены две сильно размытые водой неолитические стоянки человека. Ещё две были найдены напротив острова на восточном берегу Боровно.

## Охрана
Памятник природы (региональный)
В 1974 году Решением исполнительного комитета Новгородского областного Совета депутатов трудящихся озеро Боровно было признано памятником природы регионального значения.

## Данные водного реестра
По данным государственного водного реестра России относится к Балтийскому бассейновому округу, водохозяйственный участок озера — Мста без р. Шлина от истока до Вышневолоцкого г/у, речной подбассейн озера — Волхов. Относится к речному бассейну реки Нева (включая бассейны рек Онежского и Ладожского озера).
Код объекта в государственном водном реестре — 01040200221402000022127.